# Eirik Bakke
Eirik Bakke (ur. 13 września 1977 roku w Sogndal) – norweski piłkarz występujący na pozycji obrońcy lub pomocnika. Obecnie gra w SK Brann.

## Kariera klubowa
Eirik Bakke zawodową karierę rozpoczynał w 1993 roku w drużynie Sogndal IL. Początkowo pełnił tam rolę rezerwowego, a miejsce w podstawowej jedenastce wywalczył sobie w sezonie 1995, kiedy to rozegrał 22 ligowe mecze. W Sogndal norweski zawodnik spędził łącznie siedem lat, w trakcie których wystąpił w 99 pojedynkach i strzelił osiemnaście bramek.
Następnie za 1,75 miliona funtów Bakke trafił do Leeds United. Tam zdarzało mu się grywać zarówno w linii obrony obok takich zawodników jak Jonathan Woodgate, Ian Harte oraz Gary Kelly oraz w linii pomocy razem z Harrym Kewellem, Lee Bowyerem, Stephenem McPhailem i Jasonem Wilcoxem. W trakcie sezonu 2003/2004 Bakke doznał poważnej kontuzji kolana, przez którą przez dłuższy czas był wykluczony z gry. W sierpniu 2005 roku został wypożyczony do Aston Villi, gdzie rozegrał czternaście meczów w Premier League. Wówczas zaczęło się mówić o odejściu Norwega z pogrążonego w długach i grającego w drugiej lidze Leeds.
Ostatecznie z ekipy "The Whites" Bakke odszedł 31 sierpnia 2006 i podpisał dwuletni kontrakt z SK Brann. W nowym klubie zadebiutował 11 września w meczu z zespołem Stabæk IF i od razu padł ofiarą dwóch brutalnych fauli Joakima Perssona, które według wielu specjalistów mogły zakończyć się dla byłego zawodnika Leeds nawet zakończeniem kariery. Na początku 2007 roku Bakke trenował z drugą drużyną Brann, ponieważ nie mógł dojść do optymalnej formy po kontuzji. W tym samym roku Norweg zdobył ze swoim klubem mistrzostwo Norwegii po czym poinformował, że do końca swojej kariery nie zmieni już klubu.

## Kariera reprezentacyjna
W reprezentacji Norwegii Bakke zadebiutował 20 stycznia 1999 roku w przegranym 0:1 meczu towarzyskim przeciwko Izraelowi. Następnie Nils Johan Semb powołał go do 22-osobowej kadry na Euro 2000, na którym Norwedzy zostali wyeliminowani w rundzie grupowej. Ostatnie spotkanie w drużynie narodowej Bakke rozegrał 17 sierpnia 2005 roku, a Norwedzy przegranym 0:2 w towarzyskim pojedynku przeciwko Szwajcarii. Dla reprezentacji swojego kraju wychowanek Sogndal IL rozegrał 27 spotkań.